# 莫尼
莫尼（法語：Mauny，法語發音：[moni]）是法国滨海塞纳省的一个市镇，属于鲁昂区。

## 地理
莫尼（49°23'3"N, 0°53'6"E）面积10.19 平方千米，位于法国诺曼底大区滨海塞纳省，该省份为法国北部沿海省份，其西部及北部濒大西洋英吉利海峡，东起顺时针与索姆省、瓦兹省、厄尔省和卡爾瓦多斯省接壤。
与莫尼接壤的市镇（或旧市镇、城区）包括：塞纳河畔巴讷维尔、科蒙、拉特里尼泰德图贝尔维尔、圣皮埃尔-德马讷维尔、塞纳河畔伊维尔。

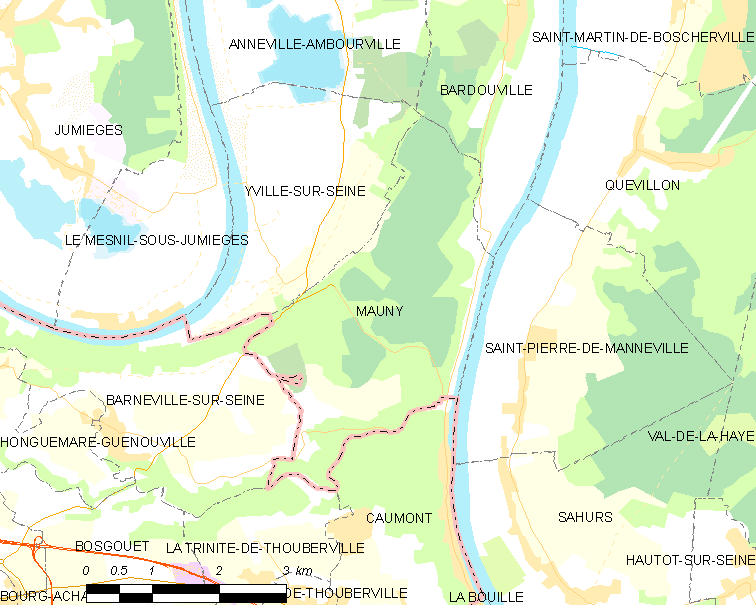
莫尼的OSM定位图

莫尼的时区为UTC+01:00、UTC+02:00（夏令时）。

## 行政
莫尼的邮政编码为76530，INSEE市镇编码为76419。

## 政治
莫尼所属的省级选区为巴朗坦县。

## 人口

1962-2008年间莫尼人口变化图示

莫尼于2022年1月1日时的人口数量为151人。